# Steve Baker (homme politique)
Pour les articles homonymes, voir Steve Baker et Baker.
Steven John Baker, né le 6 juin 1971 à St Austell, est un homme politique britannique, ancien ingénieur de la Royal Air Force, consultant et employé de banque, président du groupe de recherche européen (ERG) de 2016 à 2018.
Membre du Parti conservateur, il est député pour Wycombe de 2010 à 2024.
En juin 2015, il devient coprésident de Conservative for Britain, une organisation composée de députés eurosceptiques et de militants. Il cofonde le centre Cobden et siège à son conseil consultatif. Il met sur pied et préside le groupe parlementaire multipartite sur les domaines de l'économie, de la monnaie et des banques. Il exerce notamment les fonctions de président de l'ERG, un groupe de députés conservateurs partisans du Brexit, du 20 novembre 2016 jusqu'à sa promotion au poste de ministre du Département pour la sortie de l'Union européenne le 13 juin 2017, mais démissionne de ses fonctions le 9 juillet 2018 à la suite de la démission de David Davis, opposé à la stratégie du gouvernement sur le Brexit,. Le même jour, le président Jacob Rees-Mogg nomme Baker vice-président et whip de facto,,, du GRE, aux côtés de Mark Francois.

## Jeunesse et carrière
Il est né le 6 juin 1971 à St Austell, dans les Cornouailles. Il fait ses études à la Poltair School à St Austell et au St Sixth Form College de St Austell, puis à l'Université de Southampton où il obtient un baccalauréat en ingénierie aérospatiale. Il étudie ensuite au St Cross College, à Oxford, où il obtient une maîtrise en calcul.
Le 3 septembre 1989, il est nommé officier pilote au sein de la branche ingénierie de la Royal Air Force, après avoir occupé le grade de caporal, avant d'être reclassé en tant qu'officier pilote le 15 juillet 1992. Il prend sa retraite de la RAF le 1er août 1999 à sa demande, après avoir atteint le rang de lieutenant d'aviation. Il travaille ensuite comme consultant en informatique. Il est chef du conseil et chef de produit chez DecisionSoft Ltd (maintenant appelé CoreFiling) à Oxford, de 2000 à 2001.
Il est nommé directeur technique de BASDA Ltd, Great Missenden en 2002, poste qu'il occupe jusqu'en 2007. En 2005, il est directeur du développement de produits chez CoreFiling Ltd, Oxford. Il est le principal architecte des plates-formes mondiales de financement et de services d'actifs chez Lehman Brothers, de 2006 à 2008. Il est directeur d’Ambriel Consulting Ltd en 2001. Il est membre fondateur du Cobden Center, une organisation caritative éducative vouée à la promotion de l'École autrichienne d'économie.

## Carrière parlementaire
Il est choisi comme candidat conservateur à Wycombe le 31 octobre 2009, après le départ de l'ancien député conservateur Paul Goodman. Il l'emporte en 2010 avec 23 423 voix, soit une part des votes de 48,6%, supérieure à celle de Goodman (42,4%). Il est réélu aux élections générales de 2015 et 2017.
Il est classé parmi les 10 députés les plus rebelles des conservateurs parmi les candidats de 2010. Il est nommé «nouveau venu de l'année» sur ConservativeHome. En mars 2011, Baker lance un débat d'ajournement alléguant des poursuites intentées contre un exploitant d'une unité de santé mentale indépendante. Finalement, le solliciteur général Edward Garnier présente des excuses. Cette année-là, Baker suscite la controverse après avoir été l'un des trois députés conservateurs ayant effectué un voyage de luxe en Guinée équatoriale, financé par le gouvernement de l'État, via un trust basé à Malte. Ils signalent à la fin du voyage que les violations des droits de l'homme dans le pays sont "insignifiantes", contrairement à Amnesty International, qui a signalé des actes de torture répétés dans le pays,.
Il fait campagne pour une réforme du secteur bancaire, appelant les banques à adopter à nouveau les pratiques comptables généralement acceptées pour rendre compte des prêts dévalués ainsi que des prêts en défaut; en mai 2011, il calcule que l’utilisation des IFRS au lieu des PCGR surestime la solidité du bilan de Royal Bank of Scotland de 25 milliards de £. Il présente un projet de loi de dix minutes visant à «mettre en lumière les banques-casino» en modifiant les règles selon lesquelles les banques tiennent compte des produits dérivés. Il est élu à l'exécutif du Comité 1922 le 16 mai 2012, déclarant qu'il en a "marre des factions et qu'il ne voulait" ni se présenter ni être un candidat moderniste, ni un traditionaliste".
Le 8 juillet 2018, Baker démissionne à la suite de la démission du secrétaire du Brexit, David Davis, après avoir rédigé un livre blanc sur le Brexit qui, selon Baker, "ne concordait pas avec ce qui avait été présenté au gouvernement", quelques jours auparavant.
Le 22 octobre 2018, Baker soumet une lettre de censure contre Theresa May concernant ses propositions relatives à l'accord de retrait du Brexit, affirmant qu'il est convaincu qu'il n'est pas possible de "séparer la personne de la politique". Quelques jours auparavant, Baker a confié à des membres du groupe de recherche européen que, selon son décompte, ils ont probablement déjà les 48 lettres nécessaires pour déclencher une motion de censure contre le leadership de Theresa May, et ont indiqué à BBC Politics qu'ils étaient "assez proches" de les obtenir.
À la Chambre des communes, Baker siège au Comité des transports et au Comité du Trésor.
Lors de l'Élection à la direction du Parti conservateur britannique de juillet-septembre 2022, celui-annonce son soutien à Suella Braverman.
Il est Ministre d’État à l'Irlande du nord depuis le 7 septembre 2022. Il est également ministre d’État au Cabinet office depuis le 7 février 2024.

## Positions politiques
Baker est considéré comme membre de l'aide droite du parti conservateur. Il décrit son inspiration politique comme libérale. Il se dit un chrétien born-again,.
Baker fait campagne pour le Brexit avant et pendant le référendum de 2016. Il dit qu'il avait initialement rejoint le Parti conservateur avec l'intention expresse de faire campagne pour que le Royaume-Uni quitte l'Union européenne. Il préside les conservateurs pour la Grande-Bretagne, un groupe soutenant " Vote Leave" et du groupe de recherche européen eurosceptique jusqu'à ce qu'il devienne ministre. Il est décrit par le New Statesman comme quelqu'un qui avait été "le plus doctrinaire du gouvernement et l'un des rares défenseurs sincères d'une sortie sans accord de l'Union européenne" avant de démissionner. En 2010, lors d'une réunion de l'Alliance libertaire, il estime que "l'Union européenne doit être totalement détruite", le considérant comme "un obstacle au libre-échange et à la paix entre toutes les nations de l'Europe, ainsi que le monde". Selon Baker, le Brexit représente une opportunité pour davantage de libre-échange en dehors de l'UE, mais favorise également le protectionnisme à l'encontre de la Chine .
Baker plaide pour un retour à l'étalon-or et s'identifie à l'École autrichienne d'économie. Il s'oppose aux politiques d'assouplissement quantitatif en 2011, affirmant qu'elles créeraient une crise plus grave.
Il exprime son scepticisme quant à l'étendue exacte de l'influence humaine sur le changement climatique, déclarant en 2010 que la science semble être sujette à des incertitudes et que de mauvaises politiques économiques sont une menace plus grande pour la civilisation que le changement climatique.
Il vote contre la loi de 2013 sur le mariage (couples de même sexe) et appelle à la dénationalisation du mariage. Il fait valoir que la situation actuelle risquait de porter atteinte à la fois aux libertés des communautés religieuses et LGBT, et que les particuliers devraient définir le terme " mariage" plutôt que "l'État".

## Vie privée
Steve épouse Beth, un ancien officier de la RAF dans le secteur médical. Ils n'ont pas d'enfants mais cinq filleuls.